# BBC Radio 5 Live Sports Extra
BBC Radio 5 Live Sports Extra (do sierpnia 2007 piątka w nazwie zapisywana była słownie) – brytyjska stacja radiowa należąca do BBC i mająca za zadanie uzupełniać program BBC Radio 5 Live. Jeśli dwie ważne imprezy sportowe odbywają się w tym samym czasie, istnienie dwóch kanałów pozwala BBC Radio na przeprowadzenie dwóch równoległych transmisji. Kanał jest dostępny w naziemnym i satelitarnym przekazie cyfrowym oraz drogą internetową. Działa od 2 lutego 2002. Do 2011 siedzibą stacji było BBC Television Centre w Londynie, od tego czasu nadaje z MediaCityUK w Salford.
W czasie, gdy stacja nie nadaje, jej kanał radiofonii cyfrowej jest wyłączany, aby udostępniać inne kanały BBC w lepszej jakości dźwięku - jednakże w internecie rozgłośnia jest cały czas aktywna, emitując autopromocję.

## Odbiór
Choć program jest dostępny w Polsce (i innych krajach poza Wielką Brytanią) drogą internetową, to z uwagi na prawa do transmisji zdecydowana większość programów nie jest dostępna w ten sposób na terenie Polski, a niektóre systemy radia cyfrowego (na przykład aplikacja mobilna BBC Radio) w ogóle blokują możliwość słuchania stacji spoza terenu Wielkiej Brytanii.